# JoJo's Bizarre Adventure: Diamond Is Unbreakable
JoJo's Bizarre Adventure: Diamond Is Unbreakable (Japonés: ジョジョの奇妙な冒険 ダイヤモンドは砕けない, Hepburn: JoJo no Kimyō na Bōken Daiyamondo wa Kudakenai) es la tercera temporada del anime JoJo's Bizarre Adventure por David Production, basado en la serie de manga del mismo nombre por Hirohiko Araki. Es la tercera adaptación animada de la cuarta parte del manga, Diamond Is Unbreakable.
La adaptación del anime fue anunciada al final del evento «The Last Crusaders» para el anime JoJo's Bizarre Adventure: Stardust Crusaders en Tokio el 24 de octubre de 2015; Poco después, se subió un avance en el canal de YouTube de Warner Bros. La serie fue dirigida por Naokatsu Tsuda y Toshiyuki Kato, con el guion de Yasuko Kobayashi, diseño de personaje por Terumi Nishii, y la música compuesta otra vez por Yugo Kanno. Diamond Is Unbreakable fue transmitida en Japón entre el 2 de abril de 2016 hasta el 24 de diciembre de 2016 y fue emitida simultáneamente por Crunchyroll.
El tema de apertura para los primeros 14 episodios es «Crazy Noisy Bizarre Town» interpretada por the DU, el tema para los episodios 15–26 es «Chase» interpretada por la banda de pop rock Batta, y el tema para el episodio 27 y en adelante es «Great Days» por Daisuke Hasegawa y Karen Aoki. El tema de cierre es la canción «I Want You» por el grupo de pop australiano Savage Garden.

## Argumento
En 1999, Jotaro Kujo rastrea a Josuke Higashikata, el hijo ilegítimo de Joseph Joestar, para ayudarlo a encontrar un arco y flecha mágica que otorga a las personas poderes conocidos como Stand. En el camino, Josuke y sus amigos descubren que un asesino en serie anda suelto en su ciudad natal de Morioh y se disponen a detenerlo.

## Reparto
| Personaje                  | Japonés                      | Inglés              | Latino                    | Español                       |
| -------------------------- | ---------------------------- | ------------------- | ------------------------- | ----------------------------- |
| Josuke Higashikata         | Yūki Ono                     | Billy Kametz        | Luis Fernando Orozco      | Alex De Porrata               |
| Koichi Hirose              | Yūki Kaji                    | Zach Aguilar        | Diego Becerril            | Xavier Castañer               |
| Okuyasu Nijimura           | Wataru Takagi                | Jalen K. Cassell    | Miguel Ángel Ruiz         | David Jenner                  |
| Okuyasu Nijimura           | Konami Saitō (Niño)          | ¿?                  | Mateo Mendoza (Niño)      | Tatiana Supervía (Niño)       |
| Rohan Kishibe              | Takahiro Sakurai             | Vic Mignogna        | Irwin Daayán              | Daniel Oliver                 |
| Jotaro Kujo                | Daisuke Ono                  | Matthew Mercer      | Irwin Daayán              | Nacho de Porrata              |
| Joseph Joestar             | Unshō Ishizuka               | Richard Epcar       | Raúl Anaya                | Ramón Rocabayera              |
| Tomoko Higashikata         | Megumi Toyoguchi (eps. 1–15) | Allegra Clark       | Karla Falcón              | Eva Ordeig                    |
| Tomoko Higashikata         | Shizuka Itō (eps. 31–39)     | Allegra Clark       | Karla Falcón              | Eva Ordeig                    |
| Shizuka Joestar            | Taeko Kawata                 | Kaitlyn Robrock     | N/A                       | N/A                           |
| Yukako Yamagishi           | Mamiko Noto                  | Faye Mata           | Vianney Monroy            | Rosa Moyano                   |
| Shigekiyo "Shigechi" Yangu | Kappei Yamaguchi             | Brian Beacock       | Mauricio Pérez            | Xadi Mouslemeni Mateu         |
| Reimi Sugimoto             | Sayuri Hara                  | Kira Buckland       | Mariana Ortiz             | Tatiana Supervía              |
| Mikitaka Hazekura          | Yasuyuki Kase                | Mark Whitten        | Rolando de la Fuente      | Juan Miguel Díez              |
| Hayato Kawajiri            | Rina Satō                    | Laura Stahl         | Oliver Díaz               | Núria Samsó                   |
| Aya Tsuji                  | Sayaka Ohara                 | Katelyn Gault       | Cony Madera               | Núria Cabiró                  |
| Tonio Trussardi            | Tokuyoshi Kawashima          | Christopher Bevins  | Fabián Rétiz              | Pedro López                   |
| Yuya Fungami               | Kishō Taniyama               | Phillip Reich       | Christian Strempler       | Ángel del Río                 |
| Toshikazu Hazamada         | Hiroki Shimowada             | Lucien Dodge        | Arturo Cataño             | Jordi Navarro                 |
| Tamami Kobayashi           | Satoshi Tsuruoka             | Frank Todaro        | César Garduza             | Enrique Hernández             |
| Tamami Kobayashi           | Satoshi Tsuruoka             | Frank Todaro        | César Garduza             | Ángel del Río (ep. 39)        |
| Madre de Koichi            | Ayumi Nagao                  | Morgan Berry        | Gabriela Guzmán           | Julia Chalmeta                |
| Ayana Hirose               | Hana Takeda                  | Maureen Price       | Gabriela Ortiz            | Núria Cabiró                  |
| Yoshikage Kira             | Toshiyuki Morikawa           | D. C. Douglas       | José Gilberto Vilchis     | Artur Rius                    |
| Yoshihiro Kira             | Shigeru Chiba                | Steve Kramer        | Herman López              | Pedro López                   |
| Yoshihiro Kira             | Shigeru Chiba                | Steve Kramer        | Jesús Cortés (eps. 31-38) | Pedro López                   |
| Akira Otoishi              | Showtaro Morikubo            | Andrew Russell      | Miguel de León            | Ángel del Río                 |
| Keicho Nijimura            | Tomoyuki Shimura             | Jason Marnocha      | Luis Navarro              | David Jenner                  |
| Keicho Nijimura            | Mariko Higashiuchi (Niño)    | Morgan Berry (Niño) | Jared Mendoza (Niño)      | Julia Chalmeta (Niño)         |
| Toyohiro Kanedaichi        | Kōichi Tōchika               | Sean Chiplock       | Ricardo Bautista          |                               |
| Toyohiro Kanedaichi        | Kōichi Tōchika               | Sean Chiplock       | Ricardo Bautista          | Juan Carlos González (ep. 39) |
| Ken Oyanagi                | Chika Sakamoto               | Laila Berzins       | Javier Olguín             | Julia Chalmeta                |
| Terunosuke Miyamoto        | Kengo Kawanishi              | Alan Lee            | Alan Bravo                | Jordi Navarro                 |
| Anjuro "Angelo" Katagiri   | Kenji Hamada                 | Lex Lang            | Óscar Rangel              | Toni Mora                     |
| Shinobu Kawajiri           | Yū Shimamura                 | Jennifer Losi       | Miriam Aceves             | Anna Romano                   |
| Masazo Kinoto              | Makoto Ishii                 | Stefan Martello     | Emilio Treviño            | Pedro López                   |
| Ryohei Higashikata         | Katsuhisa Hōki               | Michael Sorich      | Armando Coria             | Tasio Alonso                  |
| Narrador                   | Tōru Ōkawa                   | David Vincent       | Osvaldo Trejo             | Tasio Alonso                  |
| Narrador                   | Tōru Ōkawa                   | David Vincent       | Tommy Rojas               | Tasio Alonso                  |

## Episodios
| N.º en serie | N.º en temp. | Título | Dirigido por                                                                                | Escrito por                         | Fecha de emisión original |
| --- | ------------ | --- | ------------------------------------------------------------------------------------------- | ----------------------------------- | ------------------------- |
| 75 | 1            | «¡Jotaro Kujo conoce a Josuke Higashikata!» Transcripción: «Kūjō Jōtarō! Higashikata Jōsuke ni Au» (en japonés: 空条承太郎! 東方仗助に会う)                         | Yūta Takamura                                                                               | Yasuko Kobayashi                    | 2 de abril de 2016        |
| En abril de 1999, el explorador marino Jotaro Kujo, que usa una manifestación física de su energía psicológica conocida como Stand, viaja a la ciudad japonesa de Morioh, donde conoce a dos estudiantes de primer año de secundaria, Koichi Hirose y Josuke Higashikata. Josuke usa su Stand Crazy Diamond para restaurar objetos destruidos y curar heridas. Jotaro le dice a Josuke que él es el hijo ilegítimo del abuelo de Jotaro, Joseph Joestar y recibirá parte de la herencia de Joseph. Después de la escuela, Josuke se encuentra con un robo en una tienda de conveniencia e interviene después de que el ladrón insulta su cabello. Josuke descubre que el ladrón estaba poseído por Aqua Necklace, un Stand utilizado por el asesino fugitivo “Angelo” Katagiri. Aqua Necklace escapa a las alcantarillas mientras amenaza con matar a Josuke. |              | |                                                                                             |                                     |                           |
| 76 | 2            | «¡Josuke Higashikata conoces a Angelo!» Transcripción: «Higashikata Jōsuke! Anjero ni Au» (en japonés: 東方仗助! アンジェロに会う)                                  | Toshiyuki Katō                                                                              | Yasuko Kobayashi                    | 9 de abril de 2016        |
| Angelo usa una tubería de agua para llevar a Aqua Necklace a la casa para que pueda matar a la madre de Josuke, Tomoko. Josuke extrae a Aqua Necklace del cuerpo de Tomoko con Crazy Diamond y lo atrapa dentro de una botella. Angelo disfraza a Aqua Necklace como coñac y mata al abuelo de Josuke, Ryohei — el hombre que arrestó a Angelo — quien bebe de la botella. Aunque Josuke usa Crazy Diamond para restaurar el cuerpo de Ryohei, no puede resucitarlo. Josuke y Jotaro esperan a Angelo en la casa de Josuke durante tres días antes de darse cuenta de que estaba esperando su momento hasta que llueva. Los dos se sienten abrumados por Aqua Necklace que se mueve libremente a través de charcos y vapor hasta que Josuke lo engaña para que entre en un guante de goma que se tragó en secreto. Al encontrar a Angelo, Josuke usa Crazy Diamond para fusionar a Angelo en una roca cercana. |              | |                                                                                             |                                     |                           |
| 77 | 3            | «Los hermanos Nijimura, parte 1» Transcripción: «Nijimura Kyōdai Sono 1» (en japonés: 虹村兄弟 その1)                                                               | Takahiko Yoshida                                                                            | Yasuko Kobayashi                    | 16 de abril de 2016       |
| Después de ser fusionado en una piedra, Angelo les revela a Josuke y Jotaro que recibió su habilidad de Stand antes de su ejecución cuando un hombre con uniforme escolar le disparó con un arco y una flecha de siglos de antigüedad, mencionando el nombre del enemigo de la familia Joestar, DIO. Angelo intenta usar esta discusión para distraer a los dos y atacar a un niño cercano con Aqua Necklace. Cuando Angelo insulta el cabello de Josuke, Josuke fusiona completamente a Angelo con la piedra. Al darse cuenta de que el arco y la flecha pueden ser lo que originalmente le dio a DIO su Stand, Jotaro decide permanecer en Morioh para investigar. Al día siguiente, Josuke y Koichi pasan por una casa abandonada donde Josuke es sorprendido por Okuyasu Nijimura mientras el hermano mayor de Okuyasu, Keicho, dispara una flecha a través del cuello de Koichi. Okuyasu evita que Josuke llegue a la ayuda de Koichi, cuyo Stand, The Hand, puede borrar cualquier cosa que toque su mano derecha e instantáneamente cerrar la brecha que queda después. Josuke usa esto para su ventaja al engañar a Okuyasu para que elimine el espacio entre él y algunas plantas en macetas, que se lanzan hacia él y lo noquean. |              | |                                                                                             |                                     |                           |
| 78 | 4            | «Los hermanos Nijimura, parte 2» Transcripción: «Nijimura Kyōdai Sono 2» (en japonés: 虹村兄弟 その2)                                                               | Yasufumi Soejima Toshiyuki Katō Naokatsu Tsuda Yūta Takamura                                | Shōgo Yasukawa                      | 23 de abril de 2016       |
| Mientras Josuke entra en la casa, Keicho intenta atacarlo con su Stand Bad Company, pero hiere a Okuyasu cuando intenta atacar a Josuke por la espalda. Josuke rápidamente lleva a Okuyasu afuera y usa Crazy Diamond para tratar sus heridas. Bad Company hiere la mano de Josuke mientras escapa, pero Josuke no puede usar la habilidad de Crazy Diamond en sí mismo. Josuke vuelve a entrar en la casa y encuentra a Koichi en una habitación del segundo piso con trampas explosivas. Okuyasu le devuelve el favor cerrando la distancia entre Koichi y la puerta antes de volver a salir para permanecer neutral. Josuke cura a Koichi antes de que los dos intenten escapar de Bad Company, un ejército completo de soldados de juguete con tanques y helicópteros, mientras Keicho se da a conocer una vez que se revela que Koichi ha despertado un Stand. Keicho obliga a Koichi a sacar su Stand, que parece ser solo un huevo aparentemente inútil. Keicho vuelve a apuntar a Josuke. Josuke usa la habilidad de Crazy Diamond para redirigir los misiles de Bad Company hacia Keicho, derrotándolo. |              | |                                                                                             |                                     |                           |
| 79 | 5            | «Los hermanos Nijimura, parte 3» Transcripción: «Nijimura Kyōdai Sono 3» (en japonés: 虹村兄弟 その3)                                                               | Yukihiko Asaki                                                                              | Shōgo Yasukawa                      | 30 de abril de 2016       |
| Al llegar al ático donde están el arco y la flecha, Josuke y Koichi encuentran al padre de los hermanos Nijimura, un ex sirviente de DIO que se transformó en una criatura sin sentido después de que DIO muriera y los brotes de carne que DIO puso en su cabeza perdieron el control. Keicho explica que ha estado buscando un usuario de Stand que puede matar a su padre, el cual no puede ser asesinado por medios convencionales y parece obsesionado con buscar en un cofre viejo. Josuke usa Crazy Diamond para restaurar una fotografía rota de la familia Nijimura dentro del cofre, insinuando que el padre aún conserva recuerdos de su antigua vida. Justo cuando Josuke se ofrece a ayudar a Keicho y Okuyasu a encontrar una manera de curar a su padre a cambio del arco y la flecha, Keicho es atacado por el Stand eléctrico Red Hot Chili Pepper, quien roba el arco y la flecha y mata a Keicho arrastrándolo a través de un tomacorriente. Mientras Jotaro recibe una advertencia del usuario de Red Hot Chili Pepper para que no interfiera más, Okuyasu decide hacerse amigo de Josuke e ir a la escuela con él. |              | |                                                                                             |                                     |                           |
| 80 | 6            | «Koichi Hirose (Echoes)» Transcripción: «Hirose Kōichi (Ekōzu)» (en japonés: 広瀬康一（エコーズ）)                                                                  | Yasufumi Soejima                                                                            | Kazuyuki Fudeyasu                   | 7 de mayo de 2016         |
| Tamami Kobayashi intenta chantajear a Koichi para que pague por el gato que aparentemente atropelló con su bicicleta. Kobayashi revela su Stand The Lock para, literalmente, abrumar a Koichi con la culpa. Okuyasu y Josuke pronto llegan para ayudarlo, pero Kobayashi engaña a Okuyasu para que se sienta culpable por golpearlo y Okuyasu cae bajo la esclavitud de The Lock. Josuke descubre que el gato era falso y cura las heridas de Kobayashi, liberando tanto a Koichi como a Okuyasu de sus cerraduras, aunque Kobayashi se sale con la suya con el dinero de Koichi. Al llegar a casa, Koichi se sorprende al encontrar a Kobayashi, quien engaña a la madre de Koichi haciéndole creer que Koichi le había robado y las pone a ella y a la hermana de Koichi bajo el poder de The Lock. La ira de Koichi hace que su huevo Stand incube en Echoes, cuya habilidad es plantar literalmente efectos de sonido en todo lo que toca, volviendo loco a Kobayashi con sonidos repetidos. Kobayashi intenta vengarse engañando a la madre y la hermana de Koichi haciéndoles creer que Koichi lo había apuñalado, con el objetivo de llevar a la madre de Koichi a suicidarse. Koichi usa la habilidad de Echoes para convencer a su madre de que crea en él, liberándola a ella y a su hermana de The Lock. Kobayashi se resigna a ser el sirviente de Koichi. |              | |                                                                                             |                                     |                           |
| 81 | 7            | «Toshikazu Hazamada (Surface)» Transcripción: «Hazamada Toshikazu (Sāfisu)» (en japonés: 間田敏和 (サーフィス))                                                     | Hitomi Ezoe                                                                                 | Shinichi Inotsume                   | 14 de mayo de 2016        |
| Kobayashi informa a Josuke y Koichi sobre un usuario de Stand en su escuela llamado Toshikazu Hazamada que supuestamente hizo que su amigo se sacara un ojo. Mientras investigan el casillero de Hazamada, Josuke se encuentra con su Stand, Surface, un muñeco de madera que se convierte en una copia de Josuke y toma el control de sus movimientos. Después de aparentemente derrotar tanto a Josuke como a Koichi, Hazamada pretende usar su copia de Josuke para atraer a Jotaro a una trampa. Habiendo usado sus respectivas habilidades para protegerse mutuamente del ataque de Hazamada, Josuke y Koichi usan los poderes de sus Stands para encontrarse con Jotaro antes que Hazamada y Surface. Surface toma el control de Josuke e intenta que mate a Jotaro en su lugar. Pero dos motociclistas a los que Hazamada había atacado en el camino al lugar de reunión se vengaron después de enterarse de sus planes por Josuke. |              | |                                                                                             |                                     |                           |
| 82 | 8            | «Yukako Yamagishi se enamora, parte 1» Transcripción: «Yamagishi Yukako wa Koi o Suru, Sono 1» (en japonés: 山岸由花子は恋をする その1)                             | Jirō Fujimoto                                                                               | Shōgo Yasukawa                      | 21 de mayo de 2016        |
| Koichi se encuentra con su compañera de clase Yukako Yamagishi, quien le confiesa su amor, pero también pierde los estribos ante la idea de ser rechazada. Cuando ella se va, Koichi se da cuenta de que su cabello se ha quedado atrás en su bebida. Al día siguiente, Yukako se enoja con la representante de la clase por insultar a Koichi, usando su Stand Love Deluxe, que le permite controlar su propio cabello, para intentar quemar viva a la representante de la clase. Después de que Josuke y Okuyasu llegarán para salvar al representante de la clase, advierten a Koichi sobre el Stand de Yukako y lo alientan a tratar de actuar como un delincuente para que ella pierda interés. Este plan fracasa, y Yukako secuestra a Koichi y lo lleva a una villa de verano abandonada, donde comienza a torturarlo en un intento de convertirlo en el perfecto caballero. |              | |                                                                                             |                                     |                           |
| 83 | 9            | «Yukako Yamagishi se enamora, parte 2» Transcripción: «Yamagishi Yukako wa Koi o Suru, Sono 2» (en japonés: 山岸由花子は恋をする その2)                             | Kim Min-sun                                                                                 | Shōgo Yasukawa                      | 28 de mayo de 2016        |
| Mientras busca una forma de escapar, Koichi encuentra un teléfono público cercano y usa la habilidad de Echoes para engañar a Yukako para que se comunique con Josuke, lo que les da pistas a él y a Okuyasu sobre su ubicación. Mientras Koichi intenta sobrevivir a la furia de Yukako hasta que llegue Josuke, Echoes de repente evoluciona a una nueva forma, Echoes ACT 2, que puede convertir los efectos de sonido que escribe en acciones reales cuando se toca. Yukako soporta varios contraataques de ACT 2, pero literalmente sale volando hacia un acantilado cercano, que cede debajo de ella. Justo cuando Yukako cae hacia unas rocas afiladas debajo, es salvada por los efectos de sonido que Koichi ya colocó allí, convirtiéndolos en resortes inofensivos. Cuando Koichi se reúne con Josuke y Okuyasu, Yukako siente una nueva admiración por Koichi, quien la había salvado a pesar de todo lo que ella le había hecho. |              | |                                                                                             |                                     |                           |
| 84 | 10           | «Vamos al restaurante italiano» Transcripción: «Itaria Ryōri o Tabe ni Ikō» (en japonés: イタリア料理を食べに行こう)                                                | Fumiaki Kōta Hikaru Murata                                                                  | Kazuyuki Fudeyasu                   | 4 de junio de 2016        |
| De camino a la tumba de Keicho, Josuke y Okuyasu se encuentran con un restaurante italiano llamado Trattoria Trussardi, dirigido por el chef Tonio Trussardi, que prepara platos basados en las observaciones de sus clientes. Al probar cada uno de los platos de Tonio, Okuyasu experimenta reacciones violentas dentro de su cuerpo, como que le exprimen la humedad de los ojos y le salen los dientes, solo para descubrir que finalmente lo han beneficiado al curar sus diversas enfermedades. Cada vez más sospechoso, Josuke descubre que Tonio había estado complementando sus platos con su Stand Pearl Jam, y lo confronta. Después de una breve pelea, Josuke descubre que Tonio solo se había mostrado hostil hacia él por no lavarse las manos antes de entrar a la cocina. Tonio revela que simplemente quiere ayudar a sus clientes. Él explica que siente enfermedades que pueden estar aquejando a sus clientes y crea platos que infunde con Pearl Jam, que cura las enfermedades de los clientes y mejora su salud. Tonio luego pone a Josuke a trabajar fregando la cocina por sus acciones. Mientras tanto, Jotaro se encuentra con un representante de la Fundación Speedwagon, quien le informa que Joseph Joestar se dirige a Morioh. |              | |                                                                                             |                                     |                           |
| 85 | 11           | «Red Hot Chili Pepper, parte 1» Transcripción: «Reddo Hotto Chiri Peppā, Sono 1» (en japonés: レッド・ホット・チリ・ペッパー その1)                                 | Eum Sang-yong                                                                               | Yasuko Kobayashi                    | 11 de junio de 2016       |
| Red Hot Chili Pepper desafía a Josuke en casa para ver si es lo suficientemente fuerte como para enfrentarse a Jotaro y Star Platinum. A pesar de la demostración de fuerza y velocidad de Crazy Diamond, Chili Pepper muestra su propia fuerza antes de retirarse. Al día siguiente, Jotaro llama a Josuke, Okuyasu y Koichi para informarles que Joseph, cuyo Stand, Hermit Purple, puede detectar potencialmente al usuario de Chili Pepper, llegará al puerto. Habiendo escuchado toda la conversación, Chili Pepper aparece de la batería de la motocicleta de Okuyasu e intenta escapar solo para ser detenido por Okuyasu. A pesar de estar severamente debilitado, Chili Pepper incita a Okuyasu a atacarlo una vez más, desenterrando un cable eléctrico subterráneo que le permite recuperar su fuerza. Después de cortar el brazo de Okuyasu, Chili Pepper arrastra el resto de su cuerpo hacia el cable. Josuke usa Crazy Diamond en el brazo amputado de Okuyasu, lo que le quita el cuerpo a Chili Pepper antes de que lo maten y lo cura. Josuke y Jotaro se dirigen al puerto para salvar a Joseph de la emboscada. |              | |                                                                                             |                                     |                           |
| 86 | 12           | «Red Hot Chili Pepper, parte 2» Transcripción: «Reddo Hotto Chiri Peppā, Sono 2» (en japonés: レッド・ホット・チリ・ペッパー その2)                                 | Yukihiko Asaki                                                                              | Yasuko Kobayashi                    | 18 de junio de 2016       |
| Jotaro y Okuyasu se dirigen a encontrarse con el barco de Joseph mientras Josuke y Koichi se quedan en los muelles, donde se enfrentan al usuario de Chili Pepper, Akira Otoishi. Otoishi esconde Chili Pepper en los cables subterráneos para lanzar ataques sorpresa contra Josuke desde todas las direcciones, pero Josuke convierte el asfalto circundante en alquitrán de hulla, lo que le permite predecir los movimientos de Chili Pepper. Enojado, Otoishi usa toda la electricidad en Morioh Town para encender Chili Pepper. Sin embargo, Josuke atrapa a Chili Pepper en un neumático y lo engaña para que estalle, lo que hace que el aire del interior lo arroje al océano. La combinación del tamaño del océano y la conductividad del agua salada hacen que Chili Pepper se disuelva. Otoishi sobrevive y se cuela en el barco de Joseph disfrazado de un miembro de la Fundación Speedwagon. pero Okuyasu lo detiene cuando decide golpear tanto a Otoishi como al verdadero miembro de la Fundación Speedwagon. Josuke finalmente conoce a Joseph. |              | |                                                                                             |                                     |                           |
| 87 | 13           | «Hemos encontrado algo flipante» Transcripción: «Yabaimono o Hirottassu!» (en japonés: やばいものを拾ったっス！)                                                    | Jirō Fujimoto                                                                               | Shinichi Inotsume                   | 25 de junio de 2016       |
| Jotaro recupera el arco y la flecha e insta a los demás a tener cuidado con cualquier otro usuario de Stand que pueda haber sido creado. Mientras Josuke intenta acompañar a Joseph de regreso a su casa para encontrarse con Tomoko, Joseph encuentra a una niña invisible que es usuaria de Stand. Después de comprar una gran cantidad de accesorios para bebés con la tarjeta de crédito de Josuke, Joseph intenta agregar ropa y maquillaje a la bebé para hacerla visible, solo para que su Stand, Achtung Baby, se active cuando comienza a llorar, causando que todo a su alrededor, incluidas las manos de Joseph, se vuelvan invisibles. A medida que el bebé se enoja más y los poderes de su Stand se fortalecen, su cochecito se aleja rodando hacia un río cercano. Joseph se abre la muñeca y usa su sangre para ayudar a Josuke a encontrar al bebé antes de que se ahogue. Josuke queda asombrado por el autosacrificio de Joseph y lamenta haberlo visto como nada más que una carga. Más tarde se entera de que Joseph había gastado casi todos los ahorros de Josuke en artículos para bebés, cuando descubre el recibo de compra en el bolsillo de Joseph. |              | |                                                                                             |                                     |                           |
| 88 | 14           | «Vamos de visita a casa del mangaka, parte 1» Transcripción: «Mangaka no Uchi e Asobi ni Ikō, Sono 1» (en japonés: 漫画家のうちへ遊びに行こう その1)                | Naokatsu Tsuda Yasufumi Soejima Toshiyuki Katō Yukihiko Asaki                               | Yasuko Kobayashi                    | 2 de julio de 2016        |
| Al descubrir su interés mutuo en el manga Pink Dark Boy, Hazamada lleva a Koichi a la casa de su artista, Rohan Kishibe, quien les da un recorrido por su estudio. Koichi y Hazamada echan un vistazo al nuevo manuscrito de Rohan. En el momento en que hacen esto, caen bajo el poder del Stand de Rohan, Heaven's Door, que le permite abrir sus cuerpos como un libro y leer todos sus secretos. Después de enterarse de los encuentros de Koichi con los usuarios de Stand, Rohan escribe un candado de seguridad en una de las páginas de Koichi, evitando que lo ataque. Luego procede a tomar páginas tanto de Koichi como de Hazamada como material para su manga, dejándolos sin ningún recuerdo de lo que acaba de suceder. Esa noche, Koichi siente que algo anda mal cuando descubre que ha perdido 20 kg, pero de repente lo olvida justo cuando se prepara para informarle a Josuke. Al día siguiente, Koichi se encuentra nuevamente en la casa de Rohan. |              | |                                                                                             |                                     |                           |
| 89 | 15           | «Vamos de visita a casa del mangaka, parte 2» Transcripción: «Mangaka no Uchi e Asobi ni Ikō, Sono 2» (en japonés: 漫画家のうちへ遊びに行こう その2)                | Tadahito Matsubayashi                                                                       | Yasuko Kobayashi                    | 9 de julio de 2016        |
| Mientras Rohan planea seguir tomando páginas de Koichi para inspirar sus trabajos de manga, el candado de seguridad escrito dentro de Koichi le impide pedir ayuda a Josuke y Okuyasu. Sin embargo, Josuke y Okuyasu deducen lo que está sucediendo a partir de una herida en la mano. Rohan usa su manuscrito para poner a Okuyasu bajo el poder de Heaven's Door, escribiendo una instrucción que hará que se suicide si Josuke intenta ayudarlo. Josuke ataca a Rohan directamente, cerrando los ojos para evitar ver su manuscrito. Rohan insulta el peinado de Josuke para provocar que abra los ojos, pero esto resulta contraproducente ya que Josuke pierde de vista todo en su ira. Mientras Josuke golpea a Rohan hasta convertirlo en pulpa, Koichi explica que cuando Josuke tenía cuatro años, casi al mismo tiempo que Jotaro y Joseph lucharon contra DIO, cayó con una fiebre mortal. Cuando Josuke y Tomoko quedaron atrapados en una ventisca de camino al hospital, un estudiante con peinado de regente los ayudó a moverse, lo que inspiró a Josuke a copiar su peinado y ofenderse con cualquiera que lo insulte. Josuke, todavía furioso, golpea aún más a un Rohan que se rinde y destroza su estudio de manga. |              | |                                                                                             |                                     |                           |
| 90 | 16           | «Vámonos de caza» Transcripción: «Hantingu ni Ikō!» (en japonés: 狩りハンティングに行こう！)                                                                        | Yoriyasu Kogawa                                                                             | Shōgo Yasukawa                      | 16 de julio de 2016       |
| Jotaro lleva a Josuke con él para rastrear una rata que Otoishi había convertido en un usuario de Stand, enseñándole cómo disparar rodamientos de bolas. Durante su búsqueda, el dúo descubre varios cadáveres de ratas que se habían derretido desde el interior y se fusionaron en un cubo de carne gelatinosa. Al investigar una casa abandonada, Josuke se encuentra con la rata, que había fusionado a los dueños de la casa de la misma manera. Resistiendo el ataque inicial de Josuke, la rata ataca con su Stand, Ratt, antes de sucumbir a sus heridas y morir. Jotaro se encuentra con una segunda rata con la misma habilidad, apodada Bug-Eaten, que escapa de la casa. Mientras persigue a Bug-Eaten, Josuke cae en una trampa que habían preparado para las ratas y es golpeado por una de las agujas de Ratt, aunque la habilidad de detener el tiempo de Star Platinum lo salva. Jotaro luego se usa a sí mismo como cebo para atraer a Bug-Eaten, y le encarga a Josuke que identifique su ubicación y le dispare con rondas reales. A pesar de la presión ejercida sobre él por las crecientes lesiones de Jotaro, Josuke atrae a Bug-Eaten al aire libre, lo que le permite hacer el tiro mortal. |              | |                                                                                             |                                     |                           |
| 91 | 17           | «La aventura de Rohan Kishibe» Transcripción: «Kishibe Rohan no Bōken» (en japonés: 岸辺露伴の冒険)                                                                 | Sōichi Shimada                                                                              | Shinichi Inotsume                   | 23 de julio de 2016       |
| Rohan lleva a Koichi a investigar un callejón misterioso que no está marcado en el mapa de la ciudad. A medida que doblan las esquinas, se encuentran en la misma calle con un buzón. Luego se les acerca una chica llamada Reimi Sugimoto, quien les revela que tanto ella como su perro Arnold son fantasmas que fueron asesinados hace quince años. Al explicar que el callejón es un reino entre los mundos de los vivos y los muertos, Reimi les informa a Rohan y Koichi que el hombre que la asesinó ha estado matando a otros en secreto y les pide que lo detengan para que ella pueda seguir adelante. Después de que están de acuerdo, Reimi les señala hacia la salida, advirtiéndoles que no se den la vuelta, ya que los espíritus oscuros los arrastrarán al más allá. Justo cuando se acercan a la salida, los espíritus engañan a Koichi para que se dé la vuelta, pero Rohan los pone a salvo con Heaven's Door. Después, Rohan se encuentra con un anciano monje en la tumba de Reimi, quien le revela que Rohan una vez fue amigo de Reimi, quien también lo había salvado de ser asesinado. Mientras tanto, un hombre llamado Yoshikage Kira conduce a casa con la mano cercenada de una mujer. |              | |                                                                                             |                                     |                           |
| 92 | 18           | «El Harvest de Shigechi, parte 1» Transcripción: «Shigechī no Hāvesuto, Sono 1» (en japonés: ｢重ちー｣の収穫ハーヴェスト その1)                                      | Eri Nagata                                                                                  | Kazuyuki Fudeyasu                   | 30 de julio de 2016       |
| Josuke y Okuyasu ven a un grupo de Stands con forma de avispón, conocidos como Harvest, recogiendo monedas sueltas debajo de las máquinas de refrescos, cajeros automáticos y buzones de correo, y los persiguen hasta su usuario, un estudiante de secundaria llamado “Shigechi” Yangu. Al enterarse de cuánto dinero ganó Shigechi solo con monedas sueltas, Josuke y Okuyasu entablan una amistad comercial con él y usan Harvest para buscar calcomanías y cupones desechados que se pueden canjear por mayores recompensas en efectivo. Sin embargo, las cosas se ponen feas cuando Shigechi le da al dúo con avidez solo una pequeña fracción del dinero ganado en lugar de dividirlo 50/50. Durante su búsqueda, los chicos encuentran un billete de lotería ganador con un premio mayor de 5 millones de yenes, un premio que Shigechi se resiste a compartir con Josuke y Okuyasu. |              | |                                                                                             |                                     |                           |
| 93 | 19           | «El Harvest de Shigechi, parte 2» Transcripción: «Shigechī no Hāvesuto, Sono 2» (en japonés: ｢重ちー｣の収穫ハーヴェスト その2)                                      | Masami Hata Kim Min-sun                                                                     | Kazuyuki Fudeyasu                   | 6 de agosto de 2016       |
| Josuke, Okuyasu y Shigechi van al banco a cobrar el premio de la lotería, donde el cajero del banco encuentra un nombre y un número escritos en el reverso del billete. Justo cuando el cajero se pone en contacto con la persona escrita en el boleto, Josuke usa el poder de Crazy Diamond para cambiar el nombre del boleto, lo que permite a los chicos reclamar con éxito la letra de cambio por el premio. Sin embargo, cuando Shigechi intenta reclamar el premio para sí mismo, coloca su Harvest detrás de Josuke y Okuyasu cuando intentan detenerlo. Mientras los dos persiguen a Shigechi, él usa Harvest para inyectarles alcohol en las venas, lo que hace que se emborrachen y queden indefensos. Superado en número por Harvest, Okuyasu usa el atractivo del dinero para atraer a Shigechi lo suficientemente cerca como para recuperar el premio, que Josuke rompe en pedazos y envía al viento para dispersar a Harvest y dejar a Shigechi indefenso. |              | |                                                                                             |                                     |                           |
| 94 | 20           | «Yukako Yamagishi sueña con ser cenicienta» Transcripción: «Yamagishi Yukako wa Shinderera ni Akogareru» (en japonés: 山岸由花子はシンデレラに憧れる)               | Jirō Fujimoto                                                                               | Shōgo Yasukawa                      | 13 de agosto de 2016      |
| Mientras está desanimada por Koichi, Yukako se encuentra con una esteticista llamada Aya Tsuji, que usa su Stand Cinderella para remodelar su rostro ligeramente para que Koichi se enamore de ella. Al encontrar que el tratamiento es efectivo pero temporal, Yukako se somete a un tratamiento de cuerpo completo a pesar de conocer el Stand de Aya, que reemplaza partes enteras de su cuerpo. Luego de un momento de suerte, Yukako logra obtener un beso de Koichi, quien comienza a enamorarse de ella. Sin embargo, después de olvidarse de aplicar un lápiz labial que debía aplicarse periódicamente, la modificación de Yukako comienza a desmoronarse, dejándola sin siquiera su rostro original. Cuando llega Koichi, reconociendo a Yukako por su personalidad, Aya desafía a Yukako a elegir su propia cara de varias copias que ella ha hecho, con la equivocada condenada a dejarla fea para siempre. Mientras Yukako lucha por encontrar su propio rostro, deja la elección a Koichi, quien se ofrece a que Aya lo deje ciego si se equivoca. Sintiendo el verdadero amor de Koichi por Yukako, Aya, que originalmente había planeado engañarlos, le permite elegir la cara correcta y restaurar a Yukako a su belleza original. |              | |                                                                                             |                                     |                           |
| 95 | 21           | «Yoshikage Kira quiere una vida tranquila, parte 1» Transcripción: «Kira Yoshikage wa Shizuka ni Kurashitai, Sono 1» (en japonés: 吉良吉影は静かに暮らしたい その1) | Eum Sang-yong                                                                               | Yasuko Kobayashi                    | 20 de agosto de 2016      |
| Kira va con la mano cortada de una de sus víctimas a comprar un sándwich, escondiéndolo dentro de la bolsa de papel de la tienda. Más tarde, Shigechi recoge el bolso de Kira por error después de que un perro le robará la de él. Temiendo que la policía rastree la mano hasta él si la descubren, Kira sigue a Shigechi con la esperanza de tomar su bolso antes de que pueda mirar dentro. Siguiéndolo al gimnasio de la escuela de Shigechi, Kira se ve obligada a esconderse cuando Josuke y Okuyasu también aparecen para almorzar. Kira toma la bolsa, pero Shigechi lo descubre después de que el usará Harvest para buscarla, lo que lo lleva a descubrir la mano. Negándose a dejar que Shigechi escape con vida, Kira saca a relucir su propio Stand, Killer Queen. |              | |                                                                                             |                                     |                           |
| 96 | 22           | «Yoshikage Kira quiere una vida tranquila, parte 2» Transcripción: «Kira Yoshikage wa Shizuka ni Kurashitai, Sono 2» (en japonés: 吉良吉影は静かに暮らしたい その2) | Hitomi Ezoe                                                                                 | Yasuko Kobayashi                    | 27 de agosto de 2016      |
| Kira usa la habilidad de Killer Queen para convertir cualquier cosa en una bomba, usando una moneda para causar un gran daño a Shigechi. Shigechi intenta alcanzar a Josuke, pero Kira lo alcanza y usa el pomo de una puerta como bomba para matarlo. En sus momentos finales, Shigechi hace que Harvest le traiga a Josuke un botón que salió de la chaqueta de Kira. Habiendo visto el alma de Shigechi pasar por su reino, Reimi le confirma a Josuke y a los otros usuarios aliados de Stand que Shigechi fue asesinado por la misma persona que la asesinó, de quien rápidamente se dan cuenta de que es otro usuario de Stand. Unos días después, Jotaro y Koichi rastrean el botón hasta una zapatería donde se está reparando la chaqueta de Kira. Justo cuando el dueño de la tienda intenta revelar el nombre de su cliente, Kira lo mata usando la segunda bomba de Killer Queen, Sheer Heart Attack. |              | |                                                                                             |                                     |                           |
| 97 | 23           | «Sheer Heart Attack, parte 1» Transcripción: «Shiā Hāto Atakku, Sono 1» (en japonés: シアーハートアタック その1)                                                    | Hikaru Murata                                                                               | Shōgo Yasukawa                      | 3 de septiembre de 2016   |
| Aconsejando a Koichi que no persiga imprudentemente al culpable, Jotaro se enfrenta a Sheer Heart Attack, que demuestra ser resistente a los ataques de Star Platinum. Ignorando la advertencia de Jotaro, Koichi envía a Echoes a buscar a Kira, solo para descubrir que puede controlar Sheer Heart Attack desde fuera del alcance de Echoes, dejándolo expuesto a un ataque de Sheer Heart Attack. Deduciendo que Sheer Heart Attack usa la temperatura corporal para determinar su objetivo principal, Jotaro usa fuego para alejarlo de Koichi, pero resulta gravemente herido por su explosión amplificada. Pensando cuidadosamente, Koichi usa la habilidad de Echoes para distraer a Sheer Heart Attack mientras contacta a Josuke. Mientras persigue a Koichi una vez más, Echoes evoluciona a su tercera forma, Echoes ACT 3, usando su nueva habilidad para aumentar el peso de Sheer Heart Attack y detener sus movimientos. |              | |                                                                                             |                                     |                           |
| 98 | 24           | «Sheer Heart Attack, parte 2» Transcripción: «Shiā Hāto Atakku, Sono 2» (en japonés: シアーハートアタック その2)                                                    | Yasufumi Soejima                                                                            | Shōgo Yasukawa                      | 10 de septiembre de 2016  |
| Mientras Josuke y Okuyasu se dirigen a la escena, Kira aparece ante Koichi, lo saca del rango de ACT 3 y deshace la gravedad en Sheer Heart Attack. Aprovechando las limitaciones de ACT 3, Kira golpea brutalmente a Koichi, quien aprovecha la oportunidad para aprender el nombre real de Kira. Justo cuando Kira se prepara para acabar con Koichi usando Killer Queen, Jotaro detiene a Kira y lo golpea con Star Platinum. Cuando Josuke llega con Okuyasu para curar a Jotaro y Koichi, Kira, al no lograr hacerse pasar por un transeúnte inocente, se corta la mano para soltar a Sheer Heart Attack y escapar. Usando la habilidad de Crazy Diamond para que Sheer Heart Attack se reúna con la mano de Kira y trate de volver a unirse a su cuerpo, Josuke y los demás lo siguen hasta Salon Cinderella. Ellos descubren que Kira ha matado a Aya después de obligarla a reemplazar su rostro con el de otra persona, lo que le permite asumir una nueva identidad y esconderse una vez más. |              | |                                                                                             |                                     |                           |
| 99 | 25           | «Atom Heart Father» Transcripción: «Atomu Hāto Fāzā» (en japonés: アトム・ハート・ファーザー)                                                                       | Eri Nagata                                                                                  | Shinichi Inotsume                   | 17 de diciembre de 2016   |
| Josuke y los demás buscan en la casa de Kira y se enteran de que él había estado llevando un registro de las uñas cortadas de sus pies desde que asesinó a Reimi. En ese momento, una cámara toma una foto de ellos con el fantasma del difunto padre de Kira, Yoshihiro. Usando su Stand, Atom Heart Father, Yoshihiro atrapa a Josuke y Jotaro dentro de los límites de la fotografía, y cualquier daño causado a la foto también les corresponde a ellos. Jotaro engaña a Yoshihiro para que se tome una foto, liberando a Josuke y Jotaro mientras atrapa a Yoshihiro dentro de una fotografía separada. Yoshihiro engaña a Okuyasu para que lo libere, recuperando otra flecha que Kira tenía en su poder mientras escapa. En otra parte, Kira comienza a vivir bajo la nueva identidad del hombre cuyo rostro robó, Kosaku Kawajiri, mudándose a su casa con su esposa Shinobu y su hijo Hayato. |              | |                                                                                             |                                     |                           |
| 100 | 26           | «¡Llega el chico de piedra-papel-tijera» Transcripción: «Janken Kozō ga Yatte Kuru!» (en japonés: ジャンケン小僧がやって来る！)                                     | Kim Min-sun                                                                                 | Kazuyuki Fudeyasu                   | 24 se septiembre de 2016  |
| Yoshihiro usa la flecha para hacer más aliados que manejan Stand, primero usándolo en un niño llamado Ken Oyanagi. Ken luego molesta a Rohan para que juegue piedra, papel o tijera con él, perdiendo su primer partido después de que Rohan usará Heaven's Door para descubrir su movimiento. Mientras Ken continúa obligando a Rohan a jugar piedra, papel o tijera con él y gana su tercer partido contra Rohan, su Stand, Boy II Man, aparece e intenta succionar Heaven's Door. Rohan pronto se entera de que el Stand de Ken le permite robar energía de otros y conservarla si gana tres veces de cinco, y descubre que ya ha ganado un tercio de la habilidad de Heaven's Door. Ken luego gana el cuarto partido, ganando más de la habilidad de Heaven's Door e igualando el marcador. Rohan gana su tercer partido y recupera Heaven's Door después de tomar prestado a Shizuka, el bebé invisible, de Joseph y hacer que cambie lo que Ken intentó tirar. Ken intenta suicidarse saltando frente a un camión, pero Rohan lo salva y lo convence de que deje de usar su Stand para el mal. |              | |                                                                                             |                                     |                           |
| 101 | 27           | «Soy un extraterrestre» Transcripción: «Boku wa Uchūjin» (en japonés: ぼくは宇宙人)                                                                                 | Naokatsu Tsuda Yukihiko Asaki                                                               | Kazuyuki Fudeyasu                   | 1 de octubre de 2016      |
| Josuke y Okuyasu se encuentran con una persona peculiar llamada Mikitaka Hazekura, que dice ser un extraterrestre llamado Nu Mikitakazo Nshi. Creyendo que sus afirmaciones son una broma, Josuke inicialmente sospecha que Mikitaka es un usuario de Stand cuando exhibe algunas habilidades extrañas. Sin embargo, al estar angustiado por el sonido de las sirenas, Mikitaka de repente transforma su cuerpo en un par de zapatillas y huye con Josuke, quien sospecha que Mikitaka podría no ser un usuario de Stand ya que no puede ver a Crazy Diamond. Buscando aprovechar la habilidad de cambiar de forma de Mikitaka, Earth Wind and Fire, Josuke hace que se transforme en unos dados y desafía a Rohan a un juego de Cee-lo con la esperanza de ganar algo de dinero. Cuando comienza el partido, Josuke se preocupa cuando Mikitaka parece obtener lanzamientos sospechosamente ideales. |              | |                                                                                             |                                     |                           |
| 102 | 28           | «Highway Star, parte 1» Transcripción: «Haiwei Sutā Sono 1» (en japonés: ハイウェイ・スター その1)                                                                  | Jin Tamamura                                                                                | Kazuyuki Fudeyasu                   | 8 de octubre de 2016      |
| Al sospechar de la racha ganadora de Josuke, Rohan se apuñala en el dedo mientras apuesta dos millones de yenes contra el dedo de Josuke para determinar cómo está haciendo trampa, llamando a Kobayashi como oficial para evitar que Josuke juegue normalmente. Justo cuando Mikitaka se pone nervioso por las sirenas y comienza a perder su transformación, Rohan se distrae al descubrir que accidentalmente prendió fuego a su casa, lo que le permitió a Josuke escapar sin ser descubierto. Mientras tanto, Hayato usa cámaras ocultas para espiar a Kira. Al día siguiente, mientras viajaba en autobús por el túnel Futatsumori con Josuke, Rohan ve una ventana de una habitación que revela a un hombre cortando la mano de una mujer, creyendo que es Kira. Al regresar al túnel, Rohan descubre que la habitación es una trampa ilusoria. Un Stand que absorbe nutrientes llamado Highway Star ataca a Rohan. Cuando Josuke llega al túnel, Highway Star intenta usar a Rohan para atraer a Josuke a su habitación para que pueda rastrear su olor. Cuando Josuke ignora las advertencias de Rohan y entra en la habitación, Rohan lo envía volando fuera del túnel, instándolo a huir de Highway Star y encontrar al usuario de Stand. |              | |                                                                                             |                                     |                           |
| 103 | 29           | «Highway Star, parte 2» Transcripción: «Haiwei Sutā Sono 2» (en japonés: ハイウェイ・スター その2)                                                                  | Hikaru Murata                                                                               | Kazuyuki Fudeyasu                   | 15 de octubre de 2016     |
| Creyendo que existe una conexión entre el usuario de Highway Star y el túnel, Josuke contacta a Koichi, quien sospecha que el usuario es alguien hospitalizado por un accidente de tráfico que roba nutrientes para curarse. Mientras Josuke se dirige al hospital mientras se mantiene por delante de Highway Star, Koichi identifica al usuario de Stand como Yuya Fungami. A pesar de ser atrapado por Highway Star al llegar a la habitación de Yuya, Josuke recupera sus nutrientes con un goteo intravenoso y cura las heridas de Yuya para que pueda golpearlo sin piedad y sin culpa. Mientras tanto, en la casa de Kawajiri, Shinobu encuentra un gato dando vueltas por el sótano. |              | |                                                                                             |                                     |                           |
| 104 | 30           | «Al gato le gusta Yoshikage Kira» Transcripción: «Neko wa Kira Yoshikage ga Suki» (en japonés: 猫は吉良吉影が好き)                                                  | Jun Fujiwara Yasufumi Soejima Hitomi Ezoe Noriyoshi Sasaki Yukihiko Asaki Keisuke Nishijima | Shinichi Inotsume Kazuyuki Fudeyasu | 22 de octubre de 2016     |
| Al descubrir que el gato tiene un agujero en la garganta, Shinobu envía a Kira al sótano después de no poder obligar al gato a salir. Shinobu se entera de que accidentalmente mató al gato cuando fue apuñalado por fragmentos de vidrio. Después de ser enterrado en el jardín, el gato reencarna como una extraña planta conocida como Stray Cat, y poco a poco va recordando lo que sucedió mientras aprende que puede manipular el aire comprimido. Stray Cat intenta vengarse de Shinobu, y Kira casi consigue que lo maten. Kira apela a la naturaleza felina de Stray Cat y la esconde en el ático después de ver su potencial uso para él. Al día siguiente, Hayato es atacado por Stray Cat cuando lo expuso a la luz del sol mientras investigaba el ático. Hayato vuelve a dormir a Stray Cat y se esconde antes de ser descubierto por Kira, dándose cuenta de que el hombre no es su verdadero padre. |              | |                                                                                             |                                     |                           |
| 105 | 31           | «Jueves 15 de julio, parte 1» Transcripción: «Shigatsu Jūgo-nichi (Moku), Sono 1» (en japonés: 7月15日(木) その1)                                                   | Eri Nagata Yasufumi Soejima Naokatsu Tsuda                                                  | Yasuko Kobayashi                    | 29 de octubre de 2016     |
| Yoshihiro, al reconocer a Kira en su nueva apariencia, se da cuenta de que Hayato lo sigue. Más tarde, el 15 de julio, Josuke y Okuyasu se encuentran con Mikitaka, quien ve a un usuario de Stand llamado Toyohiro Kanedachi viviendo en una torre eléctrica. Cuando Josuke ve a Yoshihiro con él, ingresa en la torre y cae bajo el hechizo del Stand de Kanedachi, Super Fly, quedando atrapado dentro hasta que alguien más toma su lugar. Josuke y Okuyasu intentan destruir la torre, solo para descubrir que refleja cualquier daño que recibe. Queriendo ayudar, Mikitaka se enfrenta a Kanedachi, ayudando a Josuke a escapar pero quedando atrapado él mismo. Mientras tanto, cuando sucede algo preocupante en la casa Higashikata, un hombre extraño se acerca a Rohan, que había notado el comportamiento de Hayato. |              | |                                                                                             |                                     |                           |
| 106 | 32           | «Jueves 15 de julio, parte 2» Transcripción: «Shigatsu Jūgo-nichi (Moku), Sono 2» (en japonés: 7月15日(木) その2)                                                   | Eri Nagata Yasufumi Soejima Naokatsu Tsuda                                                  | Yasuko Kobayashi                    | 5 de noviembre de 2016    |
| Rohan es recibido por Masazo Kinoto, un arquitecto enviado para evaluar los daños causados a su casa, y usa Heaven's Door para encontrar nada sospechoso además de una aversión a las personas que miran su espalda. Mientras tanto, Josuke sube a la torre para rescatar a Mikitaka y enfrentarse a Kanedachi, quien usa cortes calculados en la torre para atacar a Josuke desde todos los ángulos. Josuke usa la capacidad de curación de Crazy Diamond para enviar los rayos de energía de regreso a su origen y derrotar a Kanedachi. Resignándose a permanecer dentro de la torre, Kanedachi revela que escuchó a Yoshihiro decir que otro usuario de Stand supuestamente eliminó a Koichi. Solicitando la ayuda de Yuya para rastrear el olor de Koichi a cambio de curar sus heridas, Josuke se encuentra con el usuario de Stand, Terunosuke Miyamoto, quien desaparece repentinamente y es reemplazado por una Tomoko inconsciente. Sin el conocimiento de Josuke, Miyamoto había usado su Stand Enigma para convertir a Koichi y Tomoko en pedazos de papel después de presenciar sus tics cuando tienen miedo, y ahora está esperando observar el tic de Josuke. |              | |                                                                                             |                                     |                           |
| 107 | 33           | «Jueves 15 de julio, parte 3» Transcripción: «Shigatsu Jūgo-nichi (Moku), Sono 3» (en japonés: 7月15日(木) その3)                                                   | Yasufumi Soejima Yoshitaka Fujimoto Hitomi Ezoe                                             | Yasuko Kobayashi                    | 12 de noviembre de 2016   |
| Superado por su curiosidad, Rohan le tiende una trampa a Kinoto para que pueda verle la espalda. En el momento en que lo hace, Kinoto muere debido a que su espalda se abre desgarrando mientras su Stand Cheap Trick consciente de sí mismo se adhiere a la espalda de Rohan. Cheap Trick procede a molestar a Rohan para que queme las fotos sospechosas de Kira. Mientras tanto, Miyamoto revela que ha atrapado a Koichi en un trozo de papel y atrapa a Josuke después de incitarlo a morderse el labio inferior. A pesar de que inicialmente no quería involucrarse, Yuya se conmueve por la determinación de Josuke y persigue a Miyamoto, encontrando varias trampas escondidas en papel que finalmente culminan en una trituradora que amenaza con destrozar tanto a Josuke como a Koichi. A pesar de ser vencido por el miedo y caer bajo el poder de Enigma, Yuya aprovecha su estado de papel para llegar a la trituradora y liberar a Josuke y Koichi. Al recibir una paliza de un vengativo Josuke, Miyamoto queda atrapado en la forma de un libro que Josuke luego dona a la biblioteca. |              | |                                                                                             |                                     |                           |
| 108 | 34           | «Jueves 15 de julio, parte 4» Transcripción: «Shigatsu Jūgo-nichi (Moku), Sono 4» (en japonés: 7月15日(木) その4)                                                   | Yoshitaka Fujimoto Hitomi Ezoe                                                              | Yasuko Kobayashi                    | 19 de noviembre de 2016   |
| Incapaz de lograr que Koichi lo tome en serio sin arriesgar la vida de ninguno de ellos, Rohan intenta llegar al Morioh Grand Hotel sin dejar que nadie le vea la espalda a pesar de las travesuras de Cheap Trick. Cheap Trick intenta que varios gatos y perros ataquen a Rohan y le vean la espalda, solo para que Koichi ahuyente a los animales cuando finalmente cree la historia de Rohan. Koichi intenta eliminar Cheap Trick usando Echoes ACT 3, solo para descubrir que hacerlo también dañará la espalda de Rohan. A pesar de parecer haberse vuelto loco cuando le muestra la espalda a Koichi, Rohan revela que están en Ghost Alley y Cheap Trick es arrastrado por las manos espectrales mientras Rohan usa Heaven's Door para asegurarse de que Cheap Trick sea enviado al infierno. Mientras tanto, Hayato es testigo de cómo Kira mata a una pareja con su habilidad y lo capta en una película, algo que Kira nota rápidamente. |              | |                                                                                             |                                     |                           |
| 109 | 35           | «Another One Bites the Dust, parte 1» Transcripción: «Anazāwan Baitsa Dasuto, Sono 1» (en japonés: アナザーワン バイツァ・ダスト その1)                             | Toshiyuki Katō Hikaru Murata                                                                | Shōgo Yasukawa                      | 26 de noviembre de 2016   |
| Kira, enfurecido, mata sin darse cuenta a Hayato de una manera que no parecería un accidente. Luego aparece Yoshihiro y revela que Rohan y los demás ahora consideran sospechoso a Kosaku Kawajiri y planean visitarlo. La flecha de Yoshihiro detecta la ansiedad de Kira y lo empala por su propia voluntad, entrando en su cuerpo mientras le da a Killer Queen una nueva habilidad. A la mañana siguiente, Hayato aparece sano y salvo, creyendo que tuvo una pesadilla en la que lo mataron y notó que Kira tenía la extraña confianza de revelar su verdadero nombre, ya que el hombre revela indirectamente la existencia de los otros usuarios de Stand. Mientras Hayato se dirige a la escuela, Rohan lee sus recuerdos con Heaven's Door, ignorando una advertencia mientras lee los eventos que ocurren segundos antes de llegar a la página que revela la identidad de Kira. Rohan es víctima de la bomba que Kira implantó en Hayato, Bites the Dust, que mata a cualquiera que conozca la identidad de Kira a través de Hayato. Cuando Rohan explota, Hayato de repente se ve enviado atrás en el tiempo a una hora antes debido a los efectos de Bites the Dust y se da cuenta de que está atrapado en un bucle de tiempo. |              | |                                                                                             |                                     |                           |
| 110 | 36           | «Another One Bites the Dust, parte 2» Transcripción: «Anazāwan Baitsa Dasuto, Sono 2» (en japonés: アナザーワン バイツァ・ダスト その2)                             | Yasuo Ejima Keisuke Nishijima                                                               | Shōgo Yasukawa                      | 3 de diciembre de 2016    |
| Al darse cuenta de que está en un ciclo de tiempo, Hayato intenta mantener la distancia con Rohan. Pero Kira, deduciendo que Hayato ya estaba sujeto a Bites the Dust, explica cómo usó la nueva habilidad de su Stand para evitar la muerte de Hayato y convertirlo en el medio para deshacerse de sus perseguidores. Kira también revela que cualquier persona muerta por la habilidad de su Stand en el ciclo de tiempo anterior todavía muere y que cancelar la habilidad después de tal muerte hace que el evento sea permanente, con Hayato obligado a ver a Rohan explotar. Hayato intenta evitar a Josuke, Jotaro, Koichi y Okuyasu cuando llegan, pero Killer Queen evita su intento de suicidio forzado mientras detona Bites the Dust. Al regresar a su habitación a las 7:30 a. m., Hayato se da cuenta de la única forma de salvar al grupo de Josuke y su madre es matar a Kira u obligarlo a cancelar Bites the Dust antes de la muerte de Rohan. Hayato esconde a Stray Cat con la intención de usar su conocimiento de los eventos para atrapar a Kira con la guardia baja, pero Kira se protege del ataque de Stray Cat con un reloj que había puesto en su chaqueta antes. |              | |                                                                                             |                                     |                           |
| 111 | 37           | «Crazy Diamond es irrompible, parte 1» Transcripción: «Kureijī Daiyamondo wa Kudakenai, Sono 1» (en japonés: クレイジー・Dは砕けない その1)                         | Yasufumi Soejima Eri Nagata                                                                 | Kazuyuki Fudeyasu                   | 10 de diciembre de 2016   |
| Hayato llama en secreto a Josuke para que llegue un poco antes mientras engaña a Kira para que se exponga como un asesino. Esto obliga a Kira a cancelar Bites the Dust a tiempo para protegerse de Josuke, con la vida de Rohan salvada cuando llega Okuyasu. A pesar de ser superado, Kira se aprovecha de que Hayato trae a Stray Cat y lo coloca en el cuerpo de Killer Queen para que su Stand pueda crear bombas remotas invisibles, con Okuyasu sufriendo graves daños. Josuke intenta llegar a Okuyasu y curarlo, pero Hayato deduce que Kira lo convirtió en una bomba, con Josuke entrando en conflicto por sacrificarse para salvar a Okuyasu. Deduciendo que Kira solo puede activar una bomba a la vez, Hayato activa la bomba sobre sí mismo. Josuke restaura rápidamente a Hayato y cura a Okuyasu, que parece haber muerto. |              | |                                                                                             |                                     |                           |
| 112 | 38           | «Crazy Diamond es irrompible, parte 2» Transcripción: «Kureijī Daiyamondo wa Kudakenai, Sono 2» (en japonés: クレイジー・Dは砕けない その2)                         | Toshiyuki Katō Hikaru Murata Naokatsu Tsuda                                                 | Kazuyuki Fudeyasu                   | 17 de diciembre de 2016   |
| Kira descubre la ubicación de Josuke en la casa mientras Josuke está gravemente herido después de quedar atrapado en una explosión. Sin embargo, Josuke usa su sangre endurecida en un fragmento de jarrón para convertirlo en una bala teledirigida que golpea el área del cuerpo de Kira con la sangre de Josuke. Josuke luego se da cuenta de que Kira usa un teléfono celular y se da cuenta de que Yoshihiro se había estado escondiendo en el bolsillo de Hayato para transmitir su posición. Josuke engaña a Kira para que mate a Yoshiro con una explosión que atrae la atención de Kira. Josuke luego atrae a Kira a una pelea cuerpo a cuerpo, pero Stray Cat protege a Kira de los ataques de Crazy Diamond. Mientras Josuke está a punto de ser golpeado por una bomba de aire, Okuyasu aparece de repente y le arrebata a Stray Cat de Killer Queen. Kira es conducido a una esquina cuando Jotaro y los demás llegan junto con los vehículos de emergencia que responden a las explosiones. |              | |                                                                                             |                                     |                           |
| 113 | 39           | «Adiós, Morioh. Un corazón de oro» Transcripción: «Sayonara Moriō-chō - Ōgon no Kokoro» (en japonés: さよなら杜王町ー黄金の心)                                      | Naokatsu Tsuda                                                                              | Yasuko Kobayashi                    | 24 de diciembre de 2016   |
| Rodeado de ambulancias y camiones de bomberos, Kira intenta usar Bites the Dust en una enfermera que se acerca en un último intento de matar a todos y evitar eventos. Kira se encuentra en Ghost Alley; Reimi se vuelve a presentar después de que Kira recordara que murió aplastado por una ambulancia en movimiento después de que Koichi y Jotaro le impidieran activar Bites the Dust. Kira se da cuenta de que está en Ghost Alley, pero se ve obligado a mirar hacia atrás cuando Arnold le muerde la mano. Kira es destrozado mientras es arrastrado por las manos espectrales. Ya sin ataduras a sus apegos, Reimi y Arnold se despiden de todos antes de pasar a la siguiente vida. Al día siguiente, Jotaro y Joseph regresan a casa mientras Josuke los despide cuando termina el verano de 1999. |              | |                                                                                             |                                     |                           |